# Ribes indecorum
Ribes indecorum (im englischen Trivialnamen white flowering currant, deutsch Weißblütige Johannisbeere) ist eine Art in der Gattung der Johannisbeeren.

## Beschreibung
Ribes indecorum ist ein 1 bis 2 Meter hoher Strauch, der im Sommer laubabwerfend ist, um die trockenen Sommermonate des mediterranen Klimas an seinem Verbreitungsgebiet zu überstehen. Die Blätter sind 1 bis 4 cm lang. Die dicken, faltigen Blätter sind in drei bis fünf gezahnte Lappen geteilt und behaart, drüsig und aromatisch.
Der Blütenstand ist eine lockere Traube mit 10 bis 25 Blüten. Die Blüte ist ungefähr röhrenförmig, wobei sich die weißen oder rosafarbenen Kelchblätter nach außen hin öffnen, um kleinere weißliche Blütenblätter im Inneren freizulegen. Die Blütezeit umfasst im ursprünglichen Verbreitungsgebiet die Monate von Januar bis März. Die Frucht ist eine haarige, klebrige Beere in violetter Farbe von weniger als 1 cm Durchmesser. Die genießbaren Früchte haben einen zufriedenstellenden Geschmack.

## Vorkommen und Standort
Die Art kommt im Süden des Kalifornischen Küstengebirges, in den Transverse Ranges und in den Peninsular Ranges vor. Im Norden reicht das Vorkommen bis zum Santa Barbara County, im Süden bis in den nördlichen Teil des mexikanischen Bundesstaat Baja California.
Die Pflanze ist äußerst beständig gegenüber Trockenheit und Dürre, an ihrem Verbreitungsgebiet fällt ein Jahresniederschlag von etwa 310 bis 770 mm. Es liegt zwischen 20 und 1760 Metern über dem Meeresspiegel, wo Ribes indecorum als Teil des Vegetationstyps Chaparral oder des Küsten-Salbei-Buschlands wächst.
In der Regel wächst die Art in der Sonne oder im Halbschatten. Typisch ist das Vorkommen unter ausgewachsenen Eichen, entlang saisonal wasserführenden Bächen sowie an Nord- und Osthängen.

## Nutzung
In ihrem ursprünglichen Verbreitungsgebiet wird die Art gelegentlich als Zierpflanze in naturnahen Gärten gepflanzt und verkauft. Sie zeichnet sich hier vor allem aufgrund ihrer Trockenheitsresistenz aus und ihre Blüten bieten Nahrung für Kolibris, Hummeln und bestimmte einheimische Bienenarten. Dabei produziert sie genießbare Früchte für den Menschen.